# La Liga 1946–47
Thống kê của La Liga ở mùa giải 1946/1947.
La Liga mùa giải 1946-47 bao gồm các câu lạc bộ sau:
| - Athletic Bilbao - Athletic Aviación de Madrid - FC Barcelona - CD Castellón - Celta Vigo - Deportivo La Coruña - RCD Espanyol |  | - Real Madrid C.F. - Real Murcia - Real Oviedo - CE Sabadell FC - Sevilla FC - Sporting Gijón - Valencia CF |

## Bảng xếp hạng
| Vị trí | Câu lạc bộ                  | Số trận | T  | H | Th | BT | BB | Điểm | HS  |                                 |
| ------ | --------------------------- | ------- | -- | - | -- | -- | -- | ---- | --- | ------------------------------- |
| 1      | Valencia CF                 | 26      | 16 | 2 | 8  | 54 | 34 | 34   | 20  | Vô địch La Liga                 |
| 2      | Athletic Bilbao             | 26      | 15 | 4 | 7  | 72 | 38 | 34   | 34  |                                 |
| 3      | Athletic Aviación de Madrid | 26      | 13 | 6 | 7  | 58 | 44 | 32   | 14  |                                 |
| 4      | FC Barcelona                | 26      | 14 | 3 | 9  | 59 | 42 | 31   | 17  |                                 |
| 5      | CE Sabadell FC              | 26      | 11 | 8 | 7  | 42 | 36 | 30   | 6   |                                 |
| 6      | Sevilla FC                  | 26      | 12 | 5 | 9  | 54 | 48 | 29   | 6   |                                 |
| 7      | Real Madrid C.F.            | 26      | 11 | 5 | 10 | 62 | 56 | 27   | 6   |                                 |
| 8      | Real Oviedo                 | 26      | 10 | 7 | 9  | 52 | 42 | 27   | 10  |                                 |
| 9      | Celta Vigo                  | 26      | 11 | 4 | 11 | 53 | 48 | 26   | 5   |                                 |
| 10     | Sporting Gijón              | 26      | 10 | 5 | 11 | 51 | 59 | 25   | -8  |                                 |
| 11     | RCD Espanyol                | 26      | 9  | 1 | 16 | 46 | 59 | 19   | -13 |                                 |
| 12     | Real Murcia                 | 26      | 6  | 7 | 13 | 30 | 58 | 19   | -28 | Xuống hạng tới Segunda División |
| 13     | Deportivo La Coruña         | 26      | 5  | 8 | 13 | 32 | 60 | 18   | -28 | Xuống hạng tới Segunda División |
| 14     | CD Castellón                | 26      | 4  | 5 | 17 | 39 | 80 | 13   | -41 | Xuống hạng tới Segunda División |